# Otto Muehl
Otto Muehl, född 16 juni 1925 i Grodnau i Mariasdorf i Burgenland, död 26 maj 2013 i Moncarapacho nära Olhão, Portugal, var en österrikisk aktionskonstnär och en av de viktigaste företrädarna för wienaktionismen. I början av 1970-talet grundade han AAO (Aktionsanalytisk organisation), vilken fordrade ett avskaffande av parförhållanden. Han gav ut en självbiografi 1977 och senare en samling brev, men ingenting är översatt till svenska (år 2020). 1991 dömdes Otto Muehl för sedlighets- och narkotikabrott till sju års fängelse. Sedlighetsbrottet bestod av sex med minderårig. Efter frigivningen bodde han i Portugal. 

## Skrifter
- Weg aus dem Sumpf (AA-Verlag, Nürnberg 1977) ISBN 3-85386-006-0 (Självbiografi)
- Aus dem Gefängnis. 1991 - 1997 (Ritter, Klagenfurt 1997) ISBN 3-85415-214-0 (Brev från fängelset / Samtal / Bilder [Förord av Michel Onfray])
- Sammlung Leopold: tillsammans med Diethard Leopold (red.), i anslutning till en utställning av museets egen samling, "Otto Muehl – Sammlung Leopold", 11 juni 2010 – 4 oktober 2010, Leopold Museum,  (Brandstätter, Wien 2010) ISBN 978-3-85033-471-6

## Film
- Juliane Großheim: Die Kinder vom Friedrichshof. Die Kommune Otto Mühl. dokumentärfilm, Tyskland (2009) 81 min. Produktion: unafilm, arte, visades första gången: 18 juli 2010 av arte [1]

## Fotnoter
1. ↑  Beskrivning av innehållet (tyska) Arkiverad 11 juli 2010 hämtat från the Wayback Machine. arte